# Edwin Jackson
Edwin Jackson (Pau, Aquitania; 29 de septiembre de 1989) es un baloncestista francés. Con 1.90 metros de estatura, juega en la posición de escolta en el ASVEL Lyon-Villeurbanne de la LNB Pro A. Es el hijo del también jugador de baloncesto Skeeter Jackson.

## Trayectoria
Se formó en las categorías inferiores del Centre fédéral.  Fue el máximo anotador de la competición francesa en la temporada 2013-2014, siendo el primer francés en serlo desde 1975.
 Después de una gran temporada en Francia, ficha por el FC Barcelona, teniendo una participación en el equipo secundaría, promediando 6 puntos y un rebote al igual que su siguiente etapa en el baloncesto español, en el CB Málaga donde promedia 7 puntos, 1 rebotes y 2 asistencias por partido. En su tercera temporada en España, jugando en el CB Estudiantes mejora notablemente los promedios, 21 puntos, 3 rebotes y 3 asistencias por partido, es elegido en el Quinteto Ideal de la ACB y es el máximo anotador y el más valorado de la competición. Su gran temporada en el Estudiantes le sirve para fimar un buen contrato en el baloncesto chino, firmando por el Guangdong Southern Tigers. En diciembre de 2017 es cortado por el equipo chino. 
Después de 3 años, en enero de 2018 vuelve al FC Barcelona, donde coincidide con otros franceses como Kevin Seraphin, Adrien Moerman y Thomas Heurtel. Pocos días después de su fichaje, el Barça derrotó por 90-92 al Real Madrid de Baloncesto en la final de la Copa del Rey.
El 24 de agosto de 2021, renueva como jugador del Club Baloncesto Estudiantes de la Liga LEB Oro.
El 26 de agosto de 2022, regresa a Francia para jugar en el JSF Nanterre de la LNB Pro A.
El 30 de noviembre de 2022, firma por el Hestia Menorca de la Liga LEB Plata.
Consiguiendo con el Hestia Menorca un ascenso a ORO Oro promediando 18,6 puntos, 26,7 minutos y 16,7 de valoración por partido a sus 33 años de edad.
El 4 de agosto de 2023, firma por el ASVEL Lyon-Villeurbanne de la LNB Pro A.

## Selección nacional
Jackson jugó en varios campeonatos europeos juveniles de las categorías sub-16, sub-18 y sub-20 con la selección de Francia. También integró el plantel del equipo que culminó en la tercera ubicación en el Campeonato Mundial de Baloncesto Sub-19 de 2007.
Con la selección absoluta actuó en dos ediciones de la Copa Mundial de Baloncesto: la de 2010 -donde su equipo terminó decimotercero- y la de 2014 -que concluyó con Francia obteniendo la medalla de bronce-. Asimismo estuvo presente en el Eurobasket 2017.

## Palmarés

### Selección de Francia
- Mundial de Baloncesto de 2014.

### FC Barcelona
- Copa del Rey (1): 2018

### Consideraciones individuales
- Jugador Más Mejorado de la Pro A (1): 2013
- MVP de la Pro A (1): 2013
- Máximo Anotador de la Pro A (1): 2014
- Máximo Anotador de la Liga ACB (1): 2017
- Elegido en el Mejor Quinteto de la ACB (1): 2017